# KAHRP
KAHRP (dall'inglese Plasmodium falciparum knob-associated histidine-rich protein)  è una proteina espressa negli eritrociti infettati da Plasmodium falciparum. KAHRP è un componente importante delle "manopole". Queste manopole sono delle particolari strutture espresse in superficie da alcuni eritrociti infettati da Plasmodium falciparum, delle vere e proprie protrusioni superficiali.
È stato suggerito che KAHRP possa svolgere un ruolo nella espressione di PfEMP1, la principale proteina di citoaderenza malarica sulla membrana dell'eritrocita. Tuttavia secondo altri autori che hanno eseguito studi in risonanza magnetica nucleare e sfruttando il fenomeno di anisotropia di fluorescenza questa interazione è fortemente dubbia.
KAHRP è stato dimostrato che interagisce con l'anchirina, più precisamente alla subunità D3 del dominio di legame di membrana dell'anchirina di tipo 1. Questa interazione è stata suggerita tramite studi di risonanza plasmonica di superficie e ELISA, tuttavia, non è stata confermata da risonanza magnetica nucleare, calorimetria isotermica di titolazione, cristallografia o anisotropia di fluorescenza.